# Тыркылываам
Тыркылываам — река в России, на севере Дальнего Востока, протекает по территории Иультинского района Чукотского автономного округа. Левый приток реки Кывэквын. Длина — 32 км.
Название в переводе с чукот. — «река быков».
Берёт начало в северо-восточных отрогах Экиатапского хребта.
Крупнейший приток — Малый Тыркылываам (Матыркылываам).